# Adam Johansson
Adam Per Alexander Johansson (Göteborg, 21 febbraio 1983) è un ex calciatore svedese, di ruolo difensore.

## Palmarès

### Club
- Campionato svedese: 1

IFK Göteborg: 2007
- Coppa di Svezia: 3

IFK Göteborg: 2008, 2012-2013, 2014-2015
- Supercoppa di Svezia: 1

IFK Göteborg: 2008

### Nazionale
- King's Cup: 1

King's Cup 2013